# Melchior Schildt
Melchior Schildt est un compositeur et organiste allemand né à Hanovre vers 1592 et mort dans la même ville le 18 mai 1667.

## Biographie
Né en 1592 ou 1593, il est issu d'une famille de musiciens de Hanovre. De 1609 à 1612, il se séjourne à Amsterdam pour étudier auprès de Jan Pieterszoon Sweelinck, comme nombre d'autres organistes du nord de l'Allemagne. Il exerce de 1623 à 1626 comme organiste à Wolfenbüttel, puis de 1626 à 1629, à la cour du roi Christian IV de Danemark à Copenhague. À partir de 1629 et pour le reste de sa vie, il réside à Hanovre comme organiste en remplacement de son père.

## Œuvre
L'œuvre complète pour clavier (orgue, clavecin) Sämtliche Orgelwerke a été édité par Klaus Beckmann chez Schott (Mainz, 2003), dans le volume 5 de la collection Meister der norddeutschen Orgelschule. (OCLC 611649662)
On y retrouve notamment : 
- Chorals
  - Allein Gott in der Höh' sei Ehr'.
  - Herr Christ, der einig Gottessohn
  - Herzlich lieb hab' ich dich, o mein Herr
- Pièces diverses
  - Magnificat, primi modi
  - Paduana Lagrima
  - Praeambulum g-Moll
  - Praeambulum G-Dur

En 1968, Werner Breig a publié les trois chorals et le magnificat : Choralbearbeitungen, Reihe II, Werke alter Meister Nr. 24, Cologne, Fr. Kistner & C.F.W. Siegel & Co., 1968 , rééd. 2010. (OCLC 881931617 et 852491618)
- Allein Gott in der Höh' sei Ehr'.
- Herr Christ, der einig Gotts Sohn (5 variations)
- Herzlich lieb hab ich dich, o Herr
- Magnificat I Modi (5 versets)

## Enregistrement

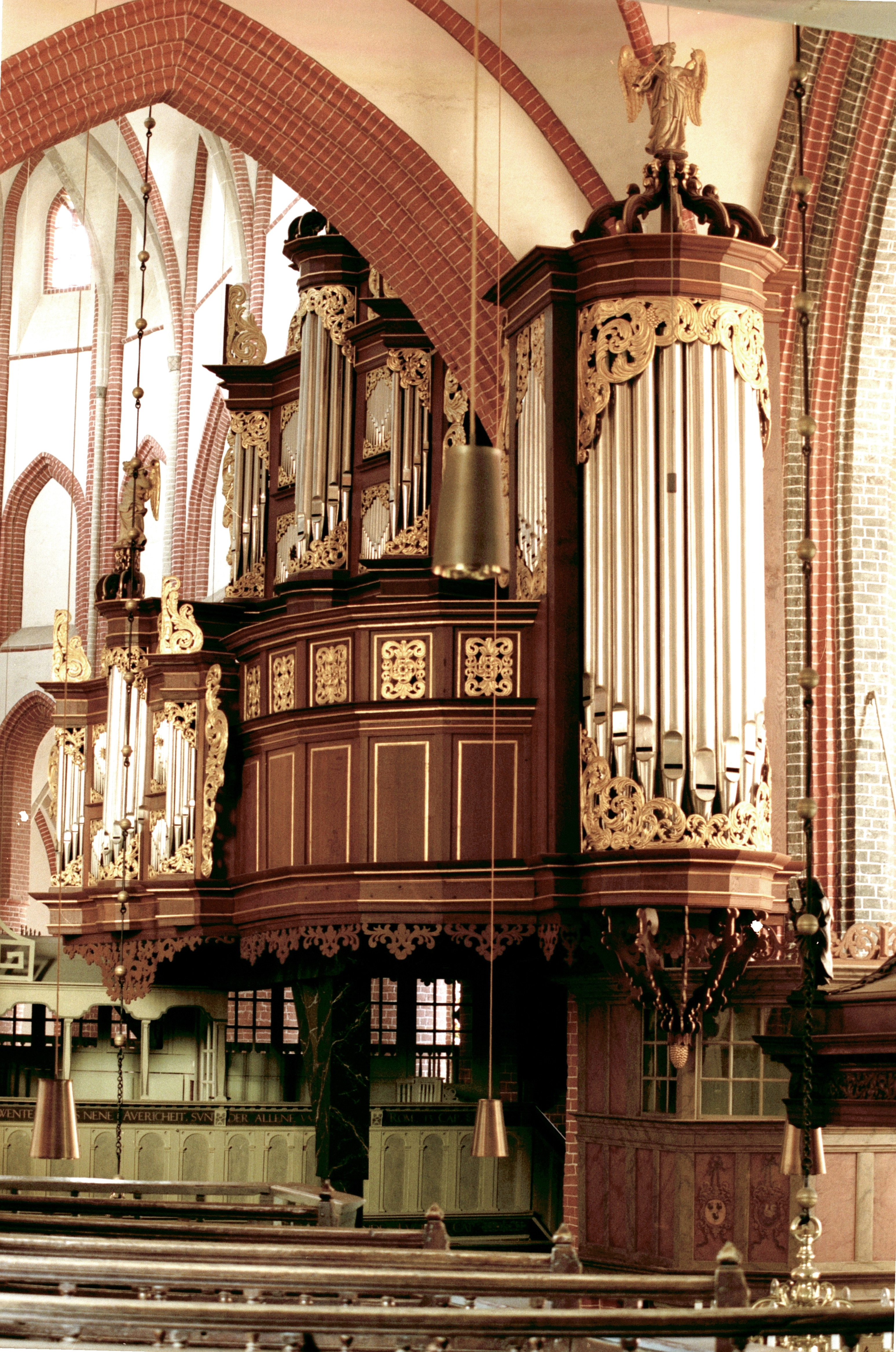
Orgue Arp Schnitger de St. Ludgeri, joué par Vincent van Laar. Il est historiquement et musicalement considéré comme une œuvre d'art de rang international.

- L'Œuvre pour orgue – Vincent van Laar, orgue Arp Schnitger (1692) de l'église St. Ludgeri (4-5 juillet 1991, Aliud BJ108-2) (OCLC 1262355496)

## Sources
- (en) Werner Breig et Pieter Dirksen, « Schildt, Melchior  », dans Grove Music Online, Oxford University Press, 2001.
- (de) Robert Eitner, « Schildt, Melchior », dans Allgemeine Deutsche Biographie (ADB), vol. 31, Leipzig, Duncker & Humblot, 1890, p. 203-204
- (de) Werner Breig, « Schildt, Melchior », dans MGG Online, Bärenreiter et Metzler, 2005
- Gabriel Voigtländer, Allerhand Oden vnnd Lieder, 1642, Det Kongelige Bibliotek, The Royal Library (Denmark).